# Тимофей I Литровул
Тимофей I Литровул — патриарх константинопольский (511—518).

## Биография
До избрания на патриарший престол Тимофей был священником при соборе Святой Софии и занимал должность хранителя священных сосудов.
Во время своего патриаршества Тимофей проявлял симпатию к монофизитам, однако сам придерживался постановлений Халкидонского собора. 
В 512 году Тимофей повелел петь «Трисвятое» в храме Святой Софии с добавкой «распявшийся за нас». Из-за этого возник огромный бунт, который чуть ли не привел к низложению императора Анастасия.